# Verla

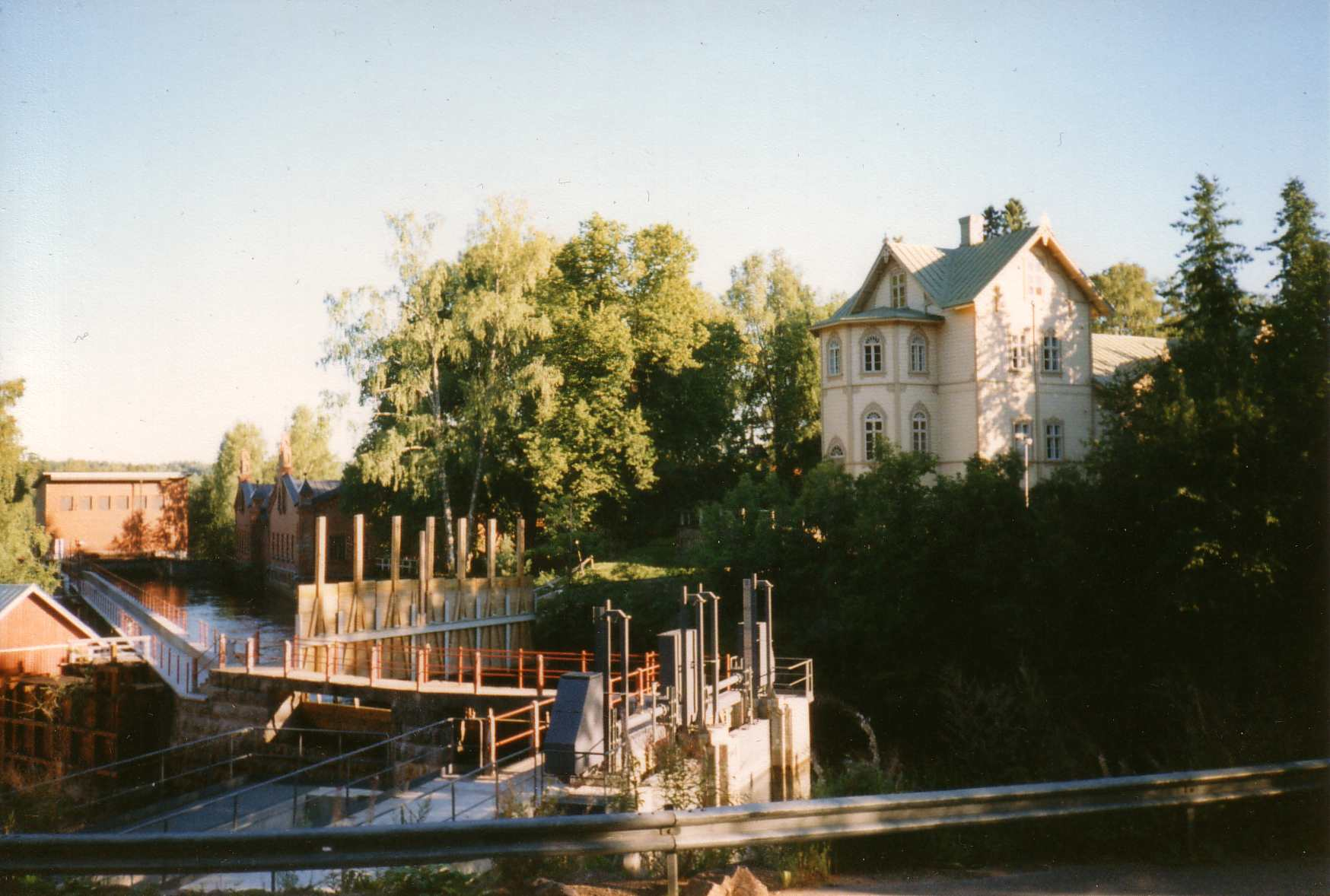
Verla von Norden

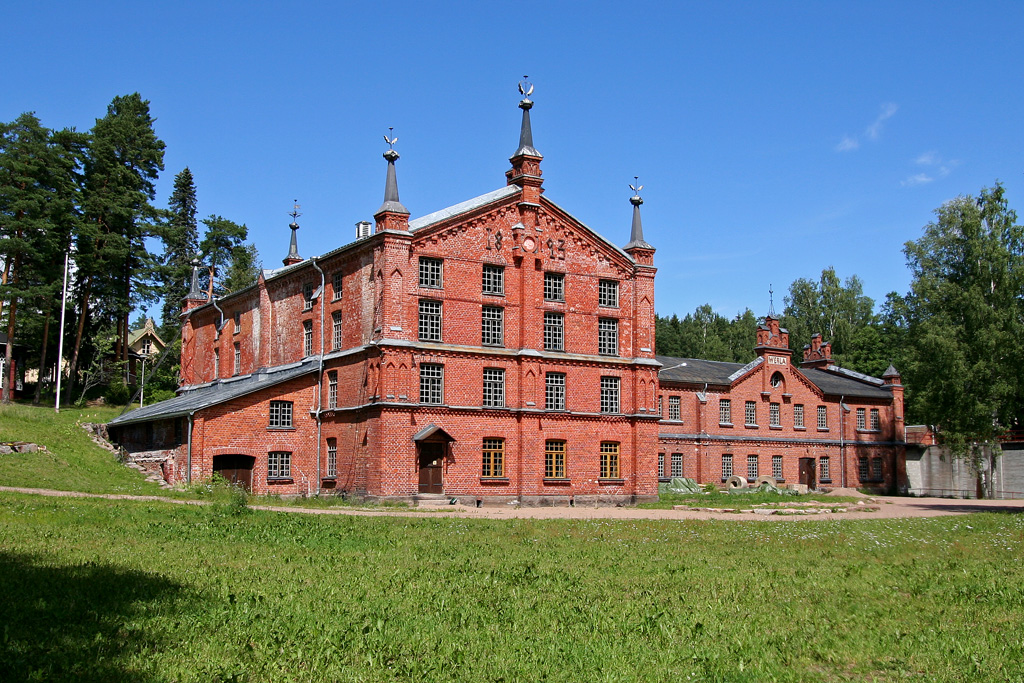
Kartonfabrik von Verla

Verla [ˈvɛrlɑ] ist ein Dorf im Süden Finnlands. Es liegt in der Landschaft Kymenlaakso ca. 30 km nördlich von Kouvola bzw. 160 km nordöstlich von Helsinki. Seit 2009 gehört Verla verwaltungsmäßig zur Stadt Kouvola, zuvor war es Teil der Gemeinde Jaala.

## Die Kartonfabrik von Verla
Das Fabrikdorf ist in seinem ursprünglichen Zustand aus der Zeit der Jahrhundertwende 19./20. Jahrhundert erhalten. Kernstück ist die Papierfabrik, in der Holzschliffkarton hergestellt wurde.
An der Stelle der Fabrikanlage bestand bereits seit 1872 eine Holzschleiferei, die die natürliche Energie der Verla-Stromschnellen zwischen den Seen Suolajärvi und Iso-Kamponen ausnutzte. Diese Fabrik brannte 1874 ab.
1882 errichtete der österreichische Ingenieur und Papierhersteller Gottlieb Kreidl (1850–1908) eine neue Fabrik an selber Stelle. Sie wurde von dem deutsch-finnischen Architekten Carl Eduard Dippell (1855–1912) aus Viipuri entworfen und gebaut. Der ebenfalls von Dippell entworfene repräsentative Wohnsitz Georg Kreidls steht noch heute direkt neben der Fabrik.
Kreidl engagierte sich auch für seine Arbeiter. So erhielten sie schon in den 80er Jahren des 19. Jhs. medizinische Behandlung und Medikamente auf Kosten des Unternehmens. Im Jahre 1892 wurde eine Kranken- und Beerdigungskasse errichtet, ein Jahr später ein Rentenfonds. Im frühen 20. Jahrhundert hatte die Fabrik bereits eine eigene Krankenschwester.
Der Fabrikherr war auch an der Ausbildung der Dorfbewohner interessiert, 1890 gründete er eine kostenlose Grundschule für die Kinder von Verla.
Die Fabrik wurde am 18. Juli 1964 stillgelegt, als der letzte Arbeiter in Ruhestand ging. An diesem letzten Tag wurde ein Dokumentarfilm gedreht, der heute im Museum gezeigt wird.
1995 wurde direkt neben dem alten Fabrikgebäude ein modernes Wasserkraftwerk in Betrieb genommen, dessen Architektur sich stark an die der Fabrik anlehnt.
1996 wurde die gesamte Fabrikanlage in das Verzeichnis des UNESCO-Weltkulturerbes aufgenommen.

## Prähistorische Felszeichnungen
Nördlich der Fabrik, an einem steilen Felsen im Suolajärvi, knapp über der Wasseroberfläche, befinden sich prähistorische Felszeichnungen, die als die ältesten Zeugnisse finnischer Kunst gelten; ihr Alter wird auf etwa 6000 Jahre geschätzt.